# Coasta lui Damian
Coasta lui Damian este cunoscută de comunitatea științifică internațională pentru valoroasele vestigii din Neolitic și Eneolitic descoperite în urma săpăturilor arheologice.
Artefactele descoperite la Giurtelecu Șimleului aparțin culturilor Wietenberg, Coțofeni și Tiszapolgár.

## Geografie
Dominând peisajul localitații, Coasta lui Damian (sau Dealul lui Damian) este un element natural de marcă pentru Giurtelecu Șimleului.